# Eos (pismo)
Eos – czasopismo z zakresu filologii klasycznej ukazujące się od 1894 roku. Jest organem Polskiego Towarzystwa Filologicznego i ukazuje się od 1894 roku. Pierwszym redaktorem naczelnym czasopisma był Ludwik Ćwikliński.

## Redakcja

### Redaktor naczelny
- prof. dr hab. Jakub Pigoń, Wrocław

### Redaktorzy
- prof. dr hab. Krzysztof Nawotka, Wrocław
- prof. dr hab. Jerzy Axer, Warszawa
- prof. dr hab. Małgorzata Borowska, Warszawa

### Kolegium redakcyjne
- prof. dr hab. Sylwester Dworacki, Poznań
- prof. dr hab. Zofia Głombiowska, Gdańsk
- prof. dr hab. Kazimierz Korus, Kraków
- prof. dr hab. Gościwit Malinowski, Wrocław
- prof. dr hab. Leszek Mrozewicz, Poznań
- prof. dr hab. Henryk Podbielski, Lublin
- prof. dr hab. Jerzy Styka, Kraków
- prof. dr hab. Marian Szarmach, Toruń

### Sekretarz redakcji
- dr Katarzyna Ochman, Wrocław